# Alex Dimitriades
Alex Dimitriades est un acteur australien, né le 28 décembre 1973 à Sydney.
Il est surtout connu pour avoir joué le personnage de Nick Poulos durant la première saison de la série Hartley, cœurs à vif en 1994. En 2011, il a joué dans la mini-série La Gifle, qui lui vaut un ACTAA Award. Au cinéma, il est l'un des principaux interprètes du film De plein fouet, de Ana Kokkinos, présenté au Festival de Cannes 1998 dans la catégorie Un certain regard.

## Filmographie

### Cinéma
- 1993 : The Heartbreak Kid : Nick Polides
- 1998 : De plein fouet : Ari
- 2001 : Le Vaisseau de l'angoisse : Santos
- 2001 : La spagnola : Stefano
- 2005 : Deuce Bigalow : Gigolo malgré lui : Enzo Giarraputo
- 2014 : The Infinite Man : Terry
- 2015 : Ruben Guthrie : Damian
- 2019 : Epiphany : Theo

### Télévision
- 1994 : Hartley, cœurs à vif : Nick Poulos
- 1999 à 2003 : Farscape : Lieutenant Velorek (saison 2, épisode 5)
- 2011 : La Gifle (The Slap) (mini-série) : Harry
- 2015 : The Principal (en) : Matt Bashir
- 2016 : Secret City, saison 1 : Charles Dancer
- 2017 : Les Sept Vérités (Seven Types of Ambiguity) (mini-série) : Joe Marin
- 2017 : Wake in Fright (mini-série) : Doc Tydon
- 2018 : Tindelands
- 2018 :  Wanted
- 2022 : The Tourist (mini-série) : Kosta Panigiris

## Distinctions
- ACTAA Awards 2012 : meilleur acteur dans une série dramatique pour La Gifle